# Porto di Ripa Grande e arsenale pontificio
Il porto di Ripa Grande era il porto fluviale di Roma, appena a valle dell'antico Pons Sublicius, dove venivano movimentate le merci che risalivano e discendevano il Tevere verso l'approdo di Fiumicino.
La costruzione dei muraglioni ne ha cancellato l'esistenza e le funzioni, mantenendone traccia solo nella toponomastica (si chiama porto di Ripa Grande, infatti, il tratto di lungotevere che corre lungo il San Michele, e via del Porto, la stretta strada che dal Tevere va verso Santa Cecilia e Santa Maria dell'Orto) e nelle due rampe di accesso alla banchina del fiume.

## Il porto
In epoca romana, il porto marittimo di Roma era Ostia. Le merci destinate alla città risalivano poi il Tevere, lungo il quale erano collocati vari approdi, specializzati per funzioni.
L'emporio fluviale generale era allocato sulla riva sinistra del fiume, dall'attuale rione Testaccio, dove sono ancora visibili tracce della Porticus Aemilia e dell'Emporium, fin sotto il colle Aventino, che infatti in epoca imperiale era intensivamente popolato.
La zona portuale non smise mai completamente di funzionare neppure alla fine dell'impero e durante il medioevo, come approdo per i pellegrini e per le merci. Continuarono dunque ad esservi attive strutture artigianali (carpenteria, rimessaggio, costruzioni di servizio ecc.) e strutture militari dedicate al traffico fluviale e al suo controllo fiscale.
Il porto fluviale di Ripa Grande, che era il principale approdo del Tevere, ma assai meno monumentale di quello di Ripetta, fu ricostruito nel XVII secolo di fronte all'antico Emporio, dall'altra parte del Tevere e un po' più a monte della precedente localizzazione, appena all'interno della porta Portuense (che era stata arretrata).
Nel 1814 Pio VII fece erigere una Lanterna per illuminare il porto: questa fu poi demolita nel 1901. Sulla stessa area sorse una Capitaneria di Porto.

## L'arsenale
Le attività di costruzione di naviglio militare erano esistite attorno al porto di Ripa fino al XVI secolo, connesse alle guerre con l'Impero ottomano. Dopo la battaglia di Lepanto, invece, le attività portuali ebbero soprattutto carattere commerciale (e quindi di manutenzione e attrezzaggio del naviglio, attività doganali e simili).
Subito fuori porta Portese papa Clemente XI fece costruire il nuovo arsenale pontificio, destinato alla manutenzione del naviglio fluviale, ma anche del naviglio commerciale papale. La localizzazione subito fuori della cinta daziaria era dovuta appunto alla scelta di ridurre la pressione fiscale su materiali utilizzati a questo scopo. La costruzione, di cui non si conosce l'architetto, fu concepita in analogia all'arsenale di Civitavecchia, affidato a Gianlorenzo Bernini e portato a termine da Carlo Fontana cinquant'anni prima, e realizzata tra il 1714 e il 1715, su scala ridotta rispetto a quello, dovendo assolvere a funzioni più limitate.
La struttura continuò a funzionare fino alla fine del XIX secolo quando, con la costruzione dei muraglioni sul Tevere, tutte le attività legate al fiume furono abbandonate. Del porto restò memoria soltanto nelle due rampe che scendono al fiume sotto il San Michele. A queste attività era legato un tessuto di servizi, come gli uffici e la caserma della dogana, e di produzioni artigianali specializzate (corde, carpenteria ecc.) delle quali oggi resta traccia solo nel nome di una trattoria accanto alla porta.
L'ex Arsenale clementino pontificio dovrebbe essere oggetto di lavori di riqualificazione allo scopo di tramutarlo in uno spazio culturale e sede della fondazione Quadriennale di Roma, già sita a Villa Carpegna.

## Galleria d'immagini

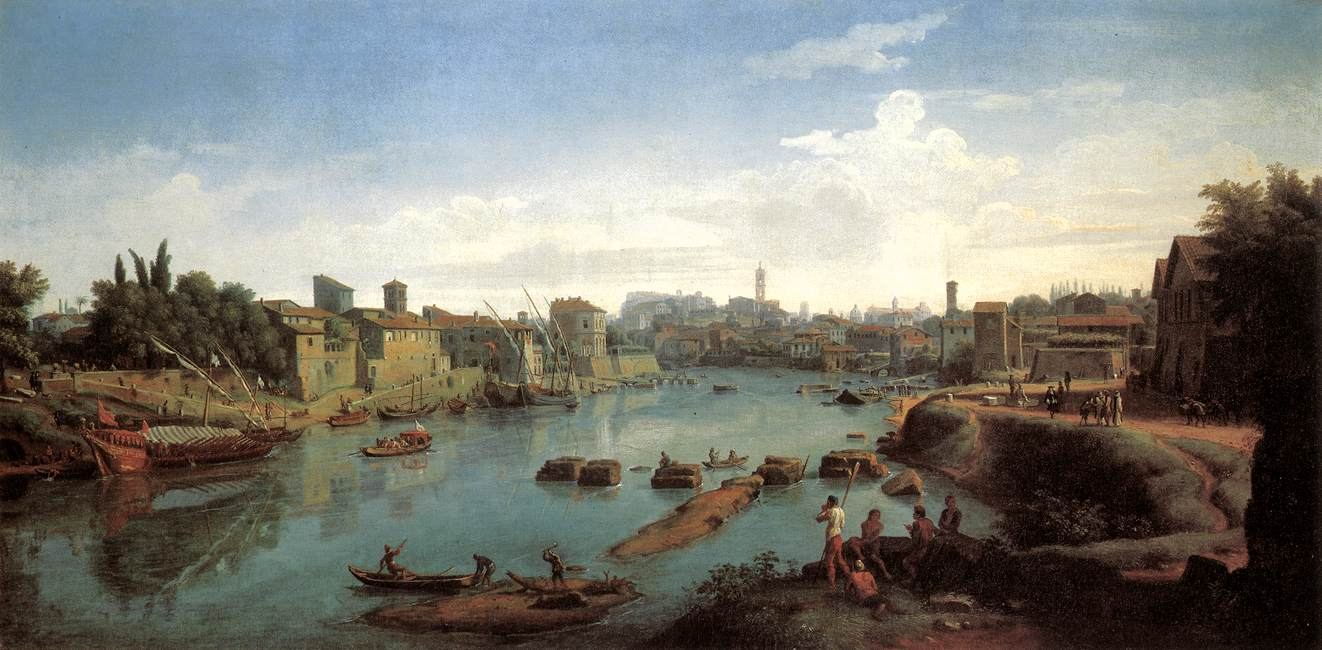
Veduta di Roma con il Tevere al porto di Ripa Grande, dipinto di Gaspar van Wittel (1711)
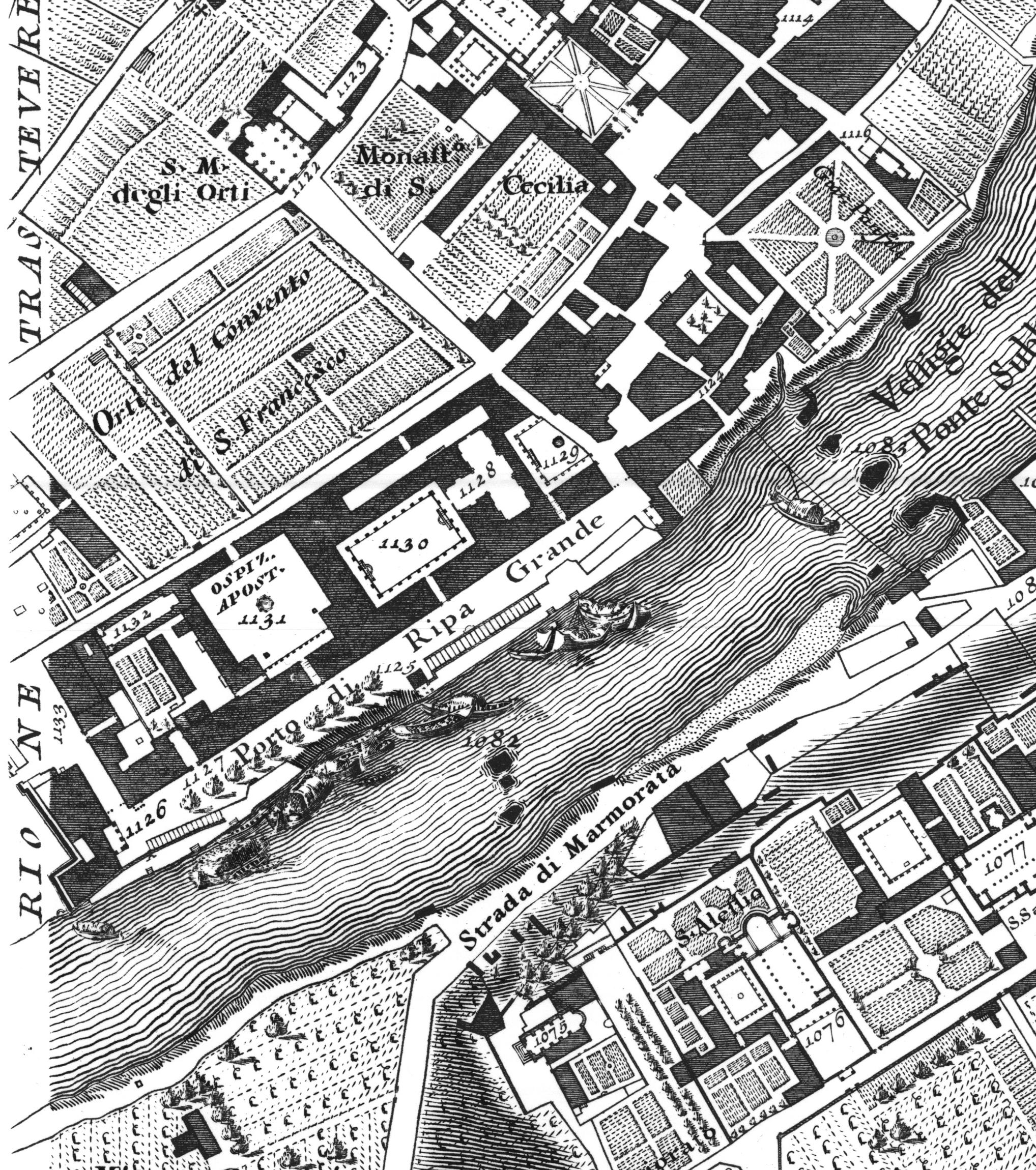
Dettaglio dalla Nuova Pianta di Roma di Giovanni Battista Nolli (1748)
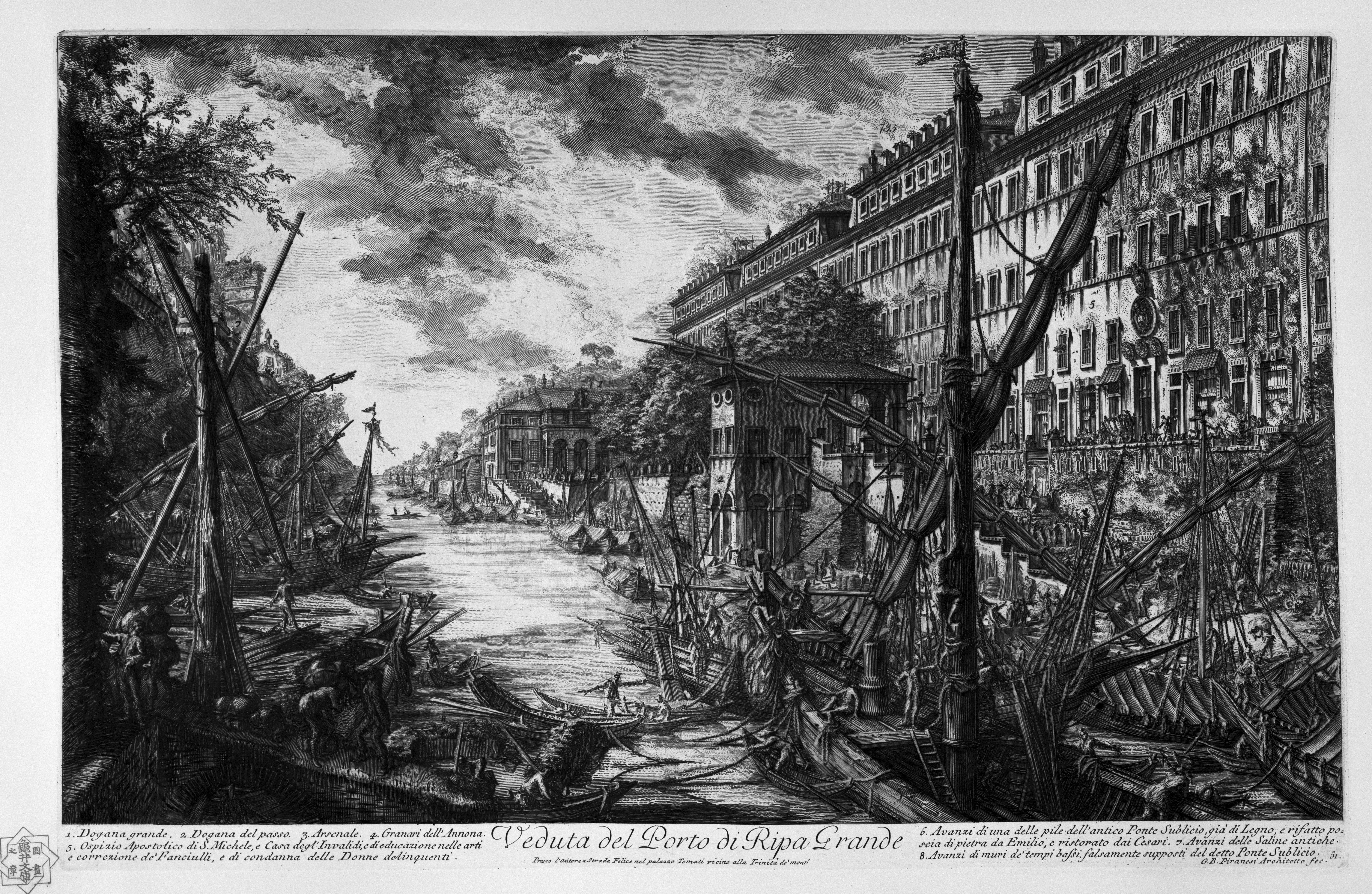
Incisione di Giovanni Battista Piranesi (ca. 1750)
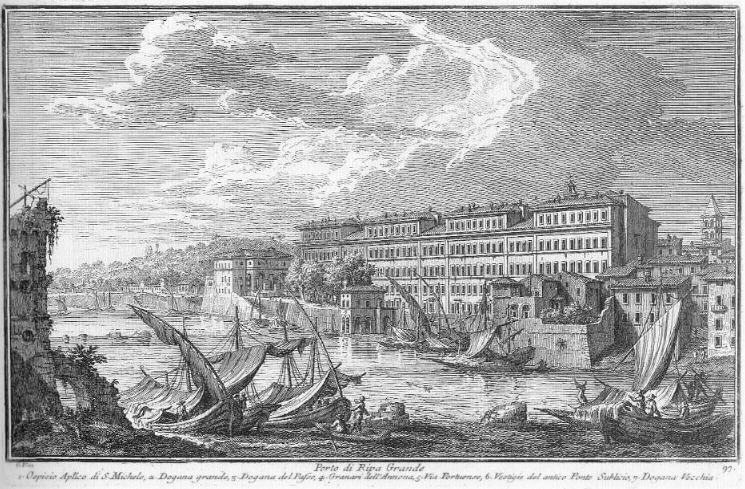
Incisione di Giuseppe Vasi (1754)
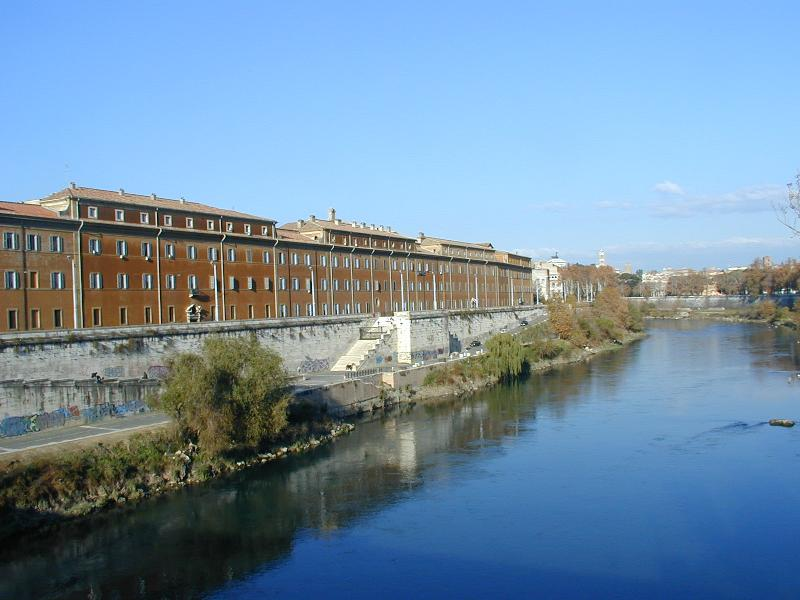
Le rampe di Ripa Grande oggi
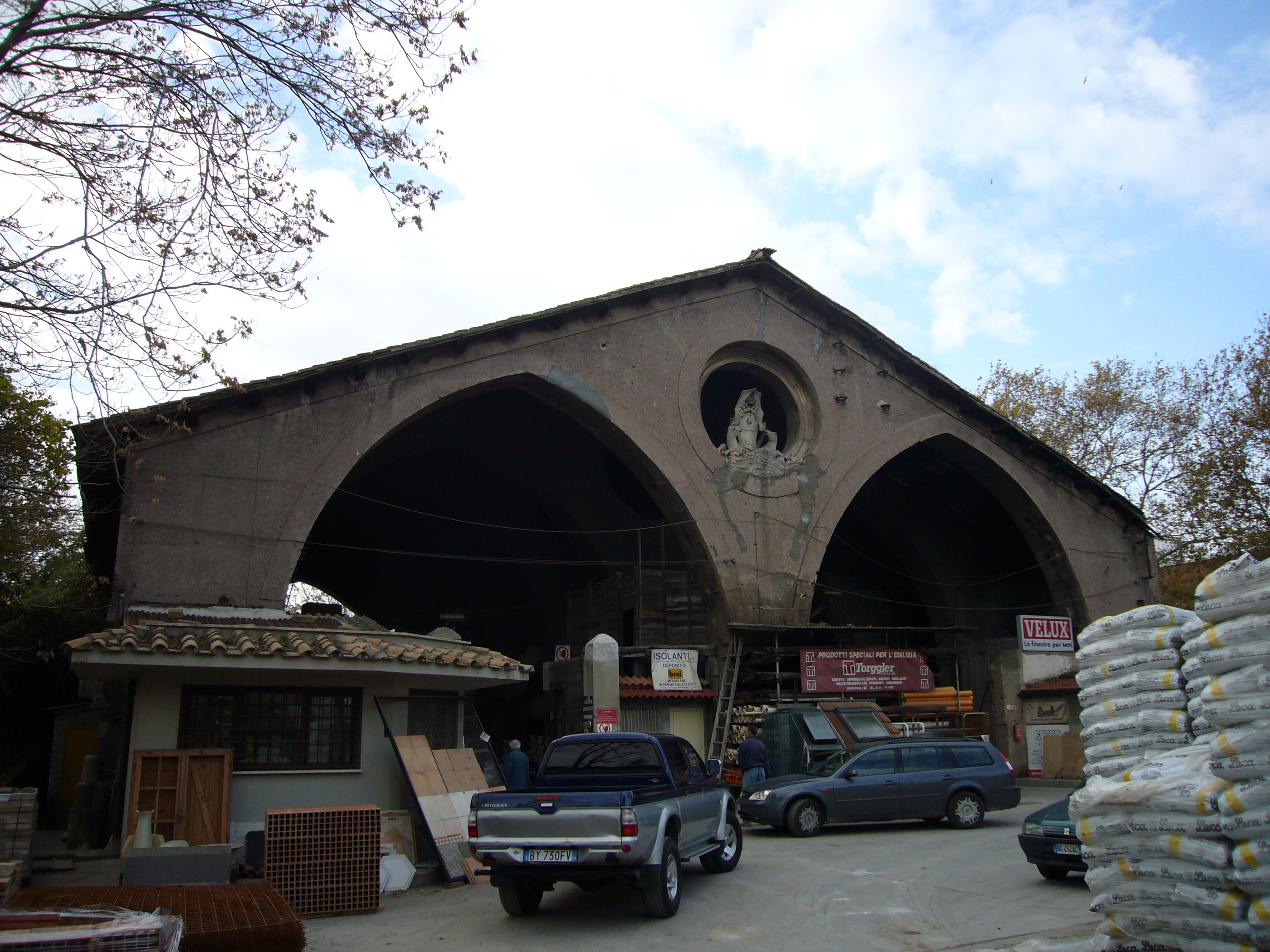
L'arsenale pontificio oggi
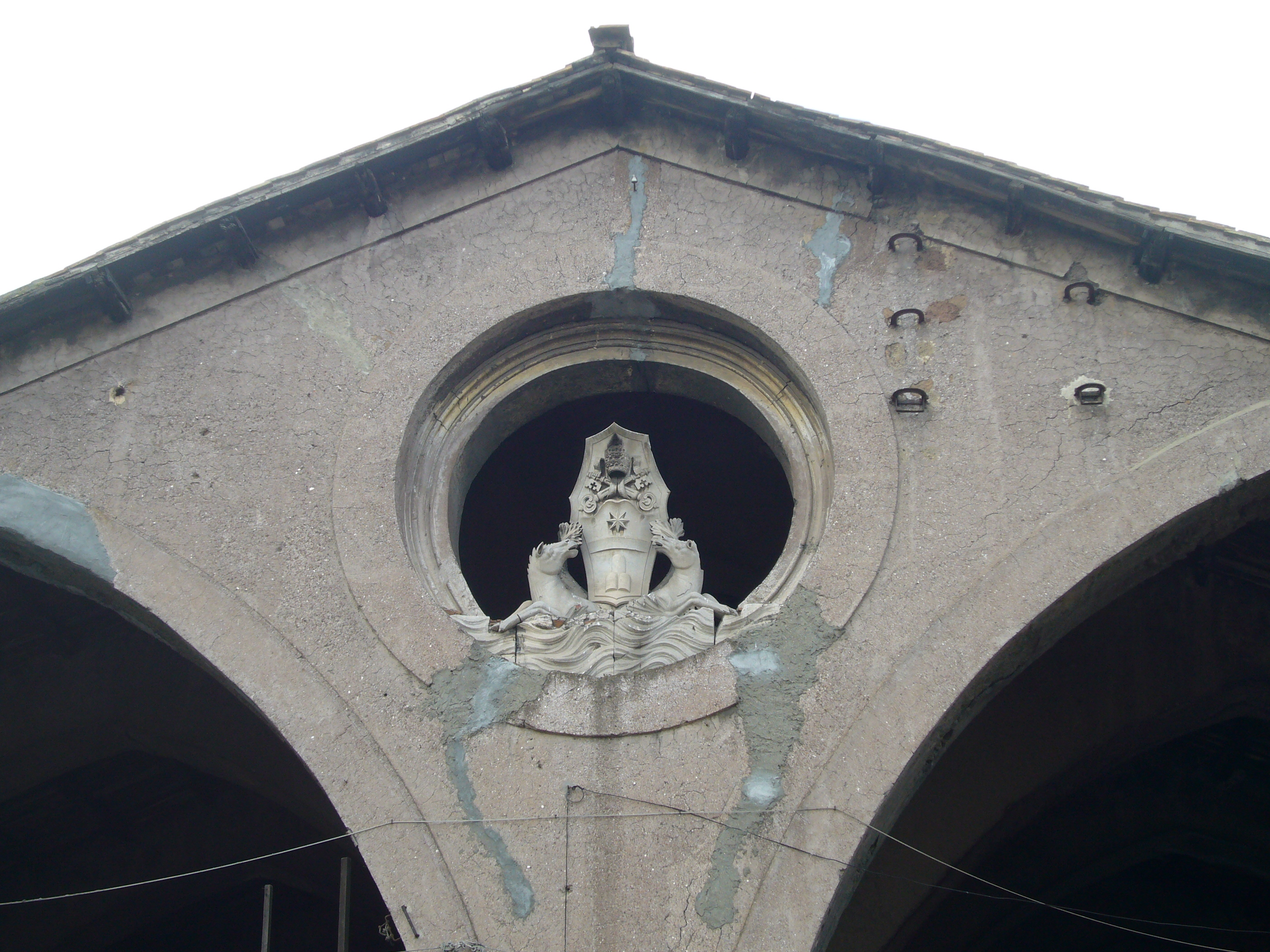
Particolare dello stemma di Papa Clemente XI